# Nearcha prosedra
Nearcha prosedra là một loài bướm đêm trong họ Geometridae.